# 구자근
구자근(具滋根, 1967년 10월 9일~)은 대한민국의 기업인, 정치인이다. 제21·22대 국회의원이다.

## 학력
- 1973~1979: 광평국민학교 졸업
- 1979~1982: 구미중학교 졸업
- 1982~1985: 구미고등학교 졸업
- 1986~1993: 동국대학교 경주캠퍼스 법학 학사
- 2011~2013: 동국대학교 대학원 법학 석사

## 경력
- 2006. 6.~2008. 5. 한나라당 중앙위원회 청년분과 부위원장
- 2006년 5월 31일: 제4회 전국동시지방선거 당선(민선 4기, 경북 구미시 라 선거구, 한나라당, 초선)
- 2006. 7.~2010. 3. 제5대 경상북도 구미시의회 의원(민선 4기, 경북 구미시 라 선거구, 한나라당, 초선)
- 2009. 3.~2009. 12. 구미시체육회 이사
- 2010년 6월 2일: 제5회 전국동시지방선거 당선(민선 5기, 경북 구미시 제3선거구, 한나라당, 초선)
- 2010. 7.~2014. 6. 제9대 경상북도의회 의원(민선 5기, 경북 구미시 제3선거구, 한나라당→새누리당, 초선)
- 2014년 6월 4일: 제6회 전국동시지방선거 당선(민선 6기, 경북 구미시 제3선거구, 새누리당, 재선)
- 2014. 7.~2016. 1. 제10대 경상북도의회 의원(민선 6기, 경북 구미시 제3선거구, 새누리당, 재선)
- 2015. 2.~2020. 4. 한국도덕운동경북협회 회장
- 2016. 1.~2016. 3. 제20대 국회의원 선거 경북 구미시 갑 새누리당 국회의원 예비후보
- 2016. 6.~2020. 4. 태웅 사장, CEO
- 2018. 10.~2019. 9. 여의도연구원 정책자문위원
- 2019. 6.~2020. 5. 자유한국당→미래통합당 중앙위원회 지방자치분과 수석부위원장
- 2020년 4월 15일 대한민국 제21대 국회의원 선거 당선(경북 구미시 갑, 미래통합당, 초선)[1]
- 2020. 6.~2020. 9. 미래통합당 경상북도당 구미시 갑 당원협의회 위원장
- 2020. 7.~2020. 9. 미래통합당 소상공인 살리기 특별위원회 위원
- 2020. 9.~ 국민의힘 경상북도당 구미시 갑 당원협의회 위원장
- 2020. 9. 국민의힘 소상공인 살리기 특별위원회 위원
- 2020. 9. 국민의힘 호남 동행 국회의원 발대식 명예의원(전라북도 김제시)
- 2020. 10. 국민의힘 약자와의 동행위원회 정책동행분과 위원
- 2020. 11.~2021. 6. 국민의힘 정책조정위원회 제2정조부위원장(농해수·산자·국토 분야)
- 2021. 2. 국민의힘 탈원전 북원전 진상조사특별위원회 위원
- 2021. 5.~2022. 4. 국민의힘 원내부대표
- 2021. 6. 국민의힘 반도체 특별위원회 위원
- 2021. 8. 국민의힘 국회부의장 및 상임위원장 선출 선거관리위원회 위원
- 2021. 12.~2022. 1. 제20대 대통령 선거 국민의힘 선거대책위원회 조직총괄본부 대구·경북본부장
- 2021. 12.~2022. 3. 제20대 대통령 선거 국민의힘 경북을 살리는 선거대책위원회 선거대책본부장
- 2022. 1.~2022. 3. 제20대 대통령 선거 국민의힘 선거대책본부 조직본부 대구·경북본부장
- 2022. 3.~2022. 5. 제20대 대통령직인수위원회 기획위원회 상임기획위원
- 2023. 3.~2023. 12. 국민의힘 김기현 당대표 비서실장
- 2024년 4월 10일 대한민국 제22대 국회의원 선거 당선(경북 구미시 갑, 국민의힘, 재선)[2]
- 2024. 6.~2024. 7. 국민의힘 정책위원회 산하 시급한 민생 현안 해결을 위한 에너지특별위원회 위원
- 2024. 9.~ 국민의힘 호남동행 국회의원 발대식 명예의원(전북특별자치도 김제시)
- 2025. 1.~2025. 2. 국민의힘 2025년 재보궐선거 경상북도당 공천관리위원장
- 2025. 2.~ 국민의힘 중앙위원회 수석부의장
- 2025. 4.~2025. 4. 국민의힘 홍준표 제21대 대통령 선거 경선후보 무대홍 캠프 정무총괄본부장
- 2025. 5.~2025. 6.: 제21대 대통령 선거 국민의힘 김문수 대통령 후보 경북 선거대책위원회 공동선거대책위원장
- 2025. 7.~2025. 8. 국민의힘 전략기획부총장
- 2025. 7.~ 국민의힘 경상북도당 위원장

### 의정 활동
- 2020. 5.~2024. 5. 제21대 국회의원(경북 구미시 갑, 미래통합당→국민의힘, 초선)
  - 2020. 7.~2022. 5. 제21대 국회 전반기 산업통상자원중소벤처기업위원회 위원
  - 2020. 7.~2024. 5. 국회 대중문화 미디어 연구회 구성의원
  - 2020. 7.~2024. 5. 국회 포스트코로나 경제연구포럼 구성의원
  - 2021. 10.~2021. 11. 제21대 국회 감사원장(최재해) 임명동의에 관한 인사청문특별위원회 위원
  - 2022. 7.~2024. 5. 제21대 국회 후반기 산업통상자원중소벤처기업위원회 위원
    - 제21대 국회 후반기 산업통상자원중소벤처기업위원회 산업통상자원특허소위원회 위원
    - 제21대 국회 후반기 산업통상자원중소벤처기업위원회 예산결산소위원회 위원장

  - 2023. 2.~2024. 5. 제21대 국회 첨단전략산업 특별위원회 위원
- 2024. 5.~ 제22대 국회의원(경북 구미시 갑, 국민의힘, 재선)
  - 2024. 6.~: 제2기 국회지역균형발전포럼 연구위원
  - 2024. 6.~2025. 5.: 제22대 국회 전반기 기획재정위원회 위원
    - 제22대 국회 전반기 기획재정위원회 조세소위원회 위원
    - 제22대 국회 전반기 기획재정위원회 청원심사소위원회 위원장

  - 대한민국 미래혁신포럼 연구책임의원
  - 국회 대중문화미디어연구회 구성의원
  - 2024. 7.~2025. 6.: 제22대 국회 전반기 예산결산특별위원회 간사
    - 제22대 국회 전반기 예산결산특별위원회 결산심사소위원회 위원
    - 제22대 국회 전반기 예산결산특별위원회 결산심사소위원회 위원장
    - 제22대 국회 전반기 예산결산특별위원회 예산안등조정소위원회 위원

  - 2025. 5.~: 제22대 전반기 국회 산업통상자원중소벤처기업위원회 위원

## 전과
- 도로교통법위반: 벌금 100만원 - 1994년 11월 25일 선고[3]
- 도로교통법위반(음주운전): 벌금 150만원 - 2005년 5월 17일 선고[3]

## 역대 선거 결과
|  | 35.52% |

|  | 35.62% |

|  | 51.70% |

|  | 78.32% |

|  | 65.57% |

|  | 72.58% |

## 소속 정당
| 소속 정당 | 소속 정당  | 소속 기간 | 비고      |
| --------- | ---------- | --------- | --------- |
|           | 무소속     | 1995~2006 | 정계 입문 |
|           | 한나라당   | 2007~2012 | 입당      |
|           | 새누리당   | 2012~2016 | 당명 변경 |
|           | 무소속     | 2016~2017 | 합당      |
|           | 바른정당   | 2017      | 창당      |
|           | 무소속     | 2017      | 탈당      |
|           | 자유한국당 | 2017~2020 | 복당      |
|           | 미래통합당 | 2020      | 합당      |
|           | 국민의힘   | 2020~현재 | 당명 변경 |

## 같이 보기
- 구미시 갑
- 구미시의 국회의원